# Adoretus
Adoretus es un género de escarabajos de la familia Scarabaeidae.

## Especies
- Adoretus abdolrezagharibi
- Adoretus acniceps
- Adoretus aculeatus
- Adoretus adustus
- Adoretus aegrotus
- Adoretus aeneopiceus
- Adoretus aeneus
- Adoretus aeniceps
- Adoretus aeruginosus
- Adoretus affinis
- Adoretus afghanus
- Adoretus agnatus
- Adoretus albolineatus
- Adoretus albomitratus
- Adoretus andrewesi
- Adoretus angustus
- Adoretus ariel
- Adoretus arrowi
- Adoretus asperopunctatus
- Adoretus atiqi
- Adoretus atricapillus
- Adoretus aurantiacus
- Adoretus avitus
- Adoretus baquari
- Adoretus bechuanus
- Adoretus bechynei
- Adoretus bengalensis
- Adoretus benjamini
- Adoretus bernhardi
- Adoretus bicaudatus
- Adoretus bicolor
- Adoretus bidenticeps
- Adoretus bilobatus
- Adoretus bimarginatus
- Adoretus borbonicus
- Adoretus bottegoi
- Adoretus brachypygus
- Adoretus braeti
- Adoretus brahmanus
- Adoretus bredoi
- Adoretus cachecticus
- Adoretus caliginosus
- Adoretus calvus
- Adoretus capito
- Adoretus carinilabris
- Adoretus celebicus
- Adoretus celogaster
- Adoretus chinchonae
- Adoretus claustrifer
- Adoretus cludtsi
- Adoretus clypeatus
- Adoretus cochinchinensis
- Adoretus compressus
- Adoretus comptus
- Adoretus congoensis
- Adoretus constanti
- Adoretus convexicollis
- Adoretus convexus
- Adoretus corpulentus
- Adoretus costalis
- Adoretus costipennis
- Adoretus costulatus
- Adoretus cribricollis
- Adoretus cribrosus
- Adoretus cristatus
- Adoretus cylindricus
- Adoretus cyrtopygus
- Adoretus debilis
- Adoretus deccanus
- Adoretus decellei
- Adoretus decorsei
- Adoretus delkeskampi
- Adoretus densepunctatus
- Adoretus denticulatus
- Adoretus depilatus
- Adoretus depressus
- Adoretus deschampsi
- Adoretus dilleri
- Adoretus discoidalis
- Adoretus discolor
- Adoretus disparilis
- Adoretus distinguendus
- Adoretus divergens
- Adoretus doisaketensis
- Adoretus drescheri
- Adoretus drumonti
- Adoretus drurei
- Adoretus dulcis
- Adoretus duplicatus
- Adoretus duvauceli
- Adoretus duvivieri
- Adoretus elongatus
- Adoretus emarginatus
- Adoretus epipleuralis
- Adoretus erythrocephalus
- Adoretus evelynae
- Adoretus exasperans
- Adoretus excisus
- Adoretus exiguus
- Adoretus exitialis
- Adoretus exsculptus
- Adoretus exsecatus
- Adoretus fairmairei
- Adoretus falciungulatus
- Adoretus fascicularis
- Adoretus fatehi
- Adoretus feminalis
- Adoretus femoratus
- Adoretus flaveolus
- Adoretus flavilabris
- Adoretus flavohumeralis
- Adoretus flavomaculatus
- Adoretus flavus
- Adoretus francoisi
- Adoretus franzi
- Adoretus fraterculus
- Adoretus fraudator
- Adoretus fraudulentus
- Adoretus freudei
- Adoretus fruhstorferi
- Adoretus fulvus
- Adoretus fumatus
- Adoretus fusciceps
- Adoretus fuscovittatus
- Adoretus fusculus
- Adoretus gaillardi
- Adoretus gandolphei
- Adoretus ganganus
- Adoretus garamas
- Adoretus gazella
- Adoretus gemmifer
- Adoretus genieri
- Adoretus geyri
- Adoretus ghanaensis
- Adoretus ghindanus
- Adoretus giganteus
- Adoretus goergeni
- Adoretus goniopygus
- Adoretus goudoti
- Adoretus granulifrons
- Adoretus gressitti
- Adoretus gressitticus
- Adoretus grisescens
- Adoretus hainanensis
- Adoretus hanoiensis
- Adoretus hanstroemi
- Adoretus hexagonus
- Adoretus hirticollis
- Adoretus horticola
- Adoretus hybogeneius
- Adoretus hypudaeus
- Adoretus ibanus
- Adoretus ictericus
- Adoretus iftikhari
- Adoretus imitator
- Adoretus impurus
- Adoretus inconditus
- Adoretus incurvatus
- Adoretus indutus
- Adoretus inglorius
- Adoretus inseparabilis
- Adoretus interruptus
- Adoretus irakanus
- Adoretus ismaili
- Adoretus jarkandus
- Adoretus javanus
- Adoretus kamberanus
- Adoretus kanarensis
- Adoretus khartumensis
- Adoretus kiarai
- Adoretus kororensis
- Adoretus kulzeri
- Adoretus lacustris
- Adoretus lacuus
- Adoretus ladakanus
- Adoretus lajoyi
- Adoretus lakatoensis
- Adoretus lamaisoni
- Adoretus langsonicus
- Adoretus laosensis
- Adoretus latissimus
- Adoretus latiusculus
- Adoretus legalli
- Adoretus leo
- Adoretus limbatus
- Adoretus lineatus
- Adoretus lithobius
- Adoretus lobiceps
- Adoretus loeiensis
- Adoretus longiceps
- Adoretus lopezi
- Adoretus ludmilae
- Adoretus luridus
- Adoretus lutescens
- Adoretus lutosipennis
- Adoretus macrops
- Adoretus maculicollis
- Adoretus madibirensis
- Adoretus maini
- Adoretus malaccanus
- Adoretus manyaraensis
- Adoretus marshalli
- Adoretus mashunus
- Adoretus masumotoi
- Adoretus matejiceki
- Adoretus mauritianus
- Adoretus melanesius
- Adoretus melvillensis
- Adoretus merkli
- Adoretus meticulosus
- Adoretus mickaeli
- Adoretus minutus
- Adoretus monticola
- Adoretus morettoi
- Adoretus morosus
- Adoretus mourgliai
- Adoretus murinus
- Adoretus murphyi
- Adoretus myodes
- Adoretus naeemi
- Adoretus nagyi
- Adoretus nanshanchianus
- Adoretus nasalis
- Adoretus nasutus
- Adoretus nathani
- Adoretus nathanlimbourgi
- Adoretus neghellianus
- Adoretus niger
- Adoretus nigrifrons
- Adoretus nigritarsis
- Adoretus nitens
- Adoretus nitidus
- Adoretus nossibeicus
- Adoretus nubilus
- Adoretus nudocostatus
- Adoretus nyassicus
- Adoretus obscurus
- Adoretus obsti
- Adoretus occultus
- Adoretus ochraceus
- Adoretus ohausi
- Adoretus opeticus
- Adoretus ovalis
- Adoretus ovampoensis
- Adoretus pachysomatus
- Adoretus pallens
- Adoretus pallidus
- Adoretus parviceps
- Adoretus patrizii
- Adoretus patruelis
- Adoretus paulyi
- Adoretus peregrinus
- Adoretus persicus
- Adoretus petrovitzi
- Adoretus peyerimhoffi
- Adoretus picinus
- Adoretus piciventris
- Adoretus picticollis
- Adoretus pitaulti
- Adoretus plebejus
- Adoretus pleuralis
- Adoretus postfoveatus
- Adoretus posticalis
- Adoretus progrediens
- Adoretus pruinosus
- Adoretus pubipennis
- Adoretus pudicus
- Adoretus pullus
- Adoretus pumilio
- Adoretus punjabensis
- Adoretus pusanus
- Adoretus pusillus
- Adoretus quadridens
- Adoretus quadripunctatus
- Adoretus radicosus
- Adoretus rainoni
- Adoretus renardi
- Adoretus rhamphomorius
- Adoretus rhodophilus
- Adoretus rojkoffi
- Adoretus rondoni
- Adoretus rosettae
- Adoretus rubenyani
- Adoretus rubiginosus
- Adoretus rufifrons
- Adoretus rufulus
- Adoretus rufus
- Adoretus runcinatus
- Adoretus saigonensis
- Adoretus saleemi
- Adoretus sandakanus
- Adoretus scabiosus
- Adoretus schaeuffelei
- Adoretus sebakuensis
- Adoretus seideli
- Adoretus senegallius
- Adoretus senescens
- Adoretus senohi
- Adoretus seriegranatus
- Adoretus seriesetosus
- Adoretus serratipes
- Adoretus serridens
- Adoretus setifer
- Adoretus sexdentatus
- Adoretus seydeli
- Adoretus silfverbergi
- Adoretus similis
- Adoretus simplex
- Adoretus simulatus
- Adoretus sincerus
- Adoretus sinicus
- Adoretus sistanicus
- Adoretus somalinus
- Adoretus sorex
- Adoretus sparsesetosus
- Adoretus speculator
- Adoretus sterbae
- Adoretus stoliczkae
- Adoretus striatus
- Adoretus subaenescens
- Adoretus subcostatus
- Adoretus sucki
- Adoretus sulcirostris
- Adoretus sumbanus
- Adoretus sundaicus
- Adoretus suturalis
- Adoretus suturellus
- Adoretus takahashii
- Adoretus takakuwai
- Adoretus tananus
- Adoretus tener
- Adoretus tenuimaculatus
- Adoretus tessulatus
- Adoretus tibialis
- Adoretus tigrinus
- Adoretus timidus
- Adoretus transvaalensis
- Adoretus trochantericus
- Adoretus tsavoensis
- Adoretus tuberculiventris
- Adoretus tufaili
- Adoretus turkanus
- Adoretus umbilicatus
- Adoretus uncifer
- Adoretus uniformis
- Adoretus vanderberghei
- Adoretus variegatus
- Adoretus velutinus
- Adoretus versutus
- Adoretus victoriae
- Adoretus vietnamensis
- Adoretus vigillans
- Adoretus villosicollis
- Adoretus villosus
- Adoretus vingerhoedti
- Adoretus vittiger
- Adoretus vittipennis
- Adoretus vulpeculus
- Adoretus werneri
- Adoretus zavattarii
- Adoretus zumpti